# Cephalaria sublanata
Cephalaria sublanata är en tvåhjärtbladig växtart som först beskrevs av Joseph Friedrich Nicolaus Bornmüller, och fick sitt nu gällande namn av Szabo. Cephalaria sublanata ingår i släktet jätteväddar, och familjen Dipsacaceae. Inga underarter finns listade i Catalogue of Life.